# Abdelkader Ferhaoui
Abdelkader Ferhaoui (arabisch عبد القادر فرحاوي; * 29. März 1965 in Oran, Algerien), auch bekannt als Kader Ferhaoui, ist ein ehemaliger algerischer Fußballspieler und jetziger -trainer. Er absolvierte elf Spiele für die algerische Nationalmannschaft.

## Vereinskarriere
Der in Algerien geborenen Ferhaoui begann seine Karriere beim HSC Montpellier. Erstmals eingesetzt wurde er in der Saison 1983/84, ab 1985 folgten regelmäßige Einsätze. Der Klub spielte zwar in der zweiten Liga, doch mit Spielern wie Laurent Blanc wuchs zu der Zeit eine goldene Generation heran, zu der auch Ferhaoui gehörte. 1987 gelang so der Aufstieg in die erste Liga. Bereits in der folgenden Saison wurde die Aufstiegsmannschaft Dritter. 1990 gelang der Gewinn des französischen Pokals. Dies berechtigte zur Teilnahme am Europapokal der Pokalsieger. Ferhaoui machte die Europareise mit, bis er sich im Spiel gegen Steaua Bukarest den Kiefer brach, was er später in einem Interview als das schlimmste Erlebnis seine Karriere bezeichnete. 1993 wechselte er zur AS Cannes, die damals von Luis Fernández trainiert wurde. Mit Cannes spielte er im UEFA-Cup. 1996 kehrte er nach Montpellier zurück. 1998, mittlerweile war Ferhaoui 33 Jahre alt, entschied er sich zum Ende seiner Profikarriere. Allerdings wurde er um einen Wechsel zur AS Saint-Étienne gebeten, um dieser beim Wiederaufstieg in die erste Liga zu helfen. Dieses Vorhaben gelang nur ein Jahr später. Ferhaoui wurde als bester Spieler der Aufstiegssaison 1999 mit einer Trophée UNPF ausgezeichnet. Im Jahr 2000 beendete Ferhaoui seine Profikarriere nach 343 Erstligaspielen und 30 Toren endgültig. Er spielte noch ein Jahr für Red Star Paris in der dritten Liga. Danach ließ er seine Karriere in unteren Ligen ausklingen.

## Nationalmannschaft
Sein inoffizielles Debüt feierte Ferhaoui am 24. Februar 1987, als er mit Algerien 0:1 gegen Frankreich verlor. Das Spiel, das in Nantes stattfand, galt jedoch nicht als offizielles Länderspiel. Sein offizielles Debüt feierte er am 16. März 1988, als er bei einer 0:1-Afrikacup-Niederlage gegen Marokko eingesetzt wurde. Nur drei Tage später gelang ihm beim 1:0 gegen Zaire sein Tordebüt. Es blieb sein einziges Tor für Algerien. 1988 bestritt er außerdem einen Einsatz für das algerische Olympiateam. Bis Ende 1991 kam er auf zehn Einsätze. Sein elftes und letztes Spiel bestritt er am 4. September 1994 gegen Äthiopien.

## Trainerkarriere
Nach Beendigung seiner Karriere arbeitete Ferhaoui für mehrere Vereine als Manager, Scout oder Jugendtrainer. Unter anderem richtete er als Präsident der Organisation Espoir avenir nahe Montpellier Fußballkurse für Kinder aus Vorstädten aus. Ab September 2010 war er beim Erstligisten AC Arles-Avignon als Co-Trainer an der Seite von Faruk Hadžibegić tätig. Als solcher wurde er im April 2011 entlassen. Zu Jahresbeginn 2013 trat er den Posten des Trainers beim sechstklassigen Traditionsvereins Sporting Toulon an, blieb aber nur bis zum nachfolgenden Sommer im Amt.